# ماساتو فوكوي
ماساتو فوكوي (باليابانية: 福井理人) مواليد 14 نوفمبر 1988 في توتوري، اليابان، هو لاعب كرة قدم ياباني يلعب مع نادي تيرانا لكرة القدم كمهاجم.

## المسيرة الاحترافية

### أندية لعب لها
- نادي هوم يونايتد
- نادي تيرانا لكرة القدم

## روابط خارجية
- ماساتو فوكوي على موقع رابطة كرة القدم اليابانية للمحترفين (اليابانية)
- ماساتو فوكوي على موقع قاعدة بيانات كرة القدم.إي يو (الإنجليزية)
- ماساتو فوكوي على موقع Soccerway.com (الإنجليزية)
- ماساتو فوكوي على موقع عالم كرة القدم.نت (الإنجليزية)